# Dog Tags - Il collare della vergogna
Dog Tags - Il collare della vergogna, a volte citato come Dogtags - Il collare della vergogna (Dogtags) è un film del 1987 diretto da Romano Scavolini e ambientato durante la guerra del Vietnam.
Prodotto nel 1985, ha ottenuto il visto censura italiano nel 1987, anno di uscita nelle sale italiane. Il film è uscito nelle sale statunitensi nel 1990.